# Amaurose
L'amaurose est une pathologie de la vue, sans altération des milieux de l'œil. Elle correspond à une altération de la rétine ou du nerf optique. Cette anomalie peut être congénitale ou acquise, transitoire ou définitive, uni- ou bilatérale. 
Par extension, l'amaurose figure l'aveuglement, dans le sens de cécité mentale.

## Étymologie
Amaurose vient du grec ἀμαύρωσις / amaúrôsis (« obscurcissement »), de ἀ- / a- (préfixe augmentatif) et μαυρός / maurós (« sombre »). Le mot réapparait au VIe siècle en bas latin dans le commentaire du traité d'Hippocrate Sur la vue par son homologue de Pergame Oribase : amaurosis est generaliter quam plurime impedimentum visui sine aliqua manifesta passione in oculis apparente (« Dans l'amaurose, il y a généralement autant d'obstruction de la vision que possible sans qu'aucune affection évidente n'apparaisse dans les yeux. »). 
En français, le mot apparaît en 1578 sous la forme archaïque d'amaphrose ou en 1609 amafrose. Ces graphies aph et af prouvent qu'il s'agit bien d'un emprunt au grec.

## Causes
- Intoxication aiguë au méthanol
- Maladie de Horton avec atteinte oculaire : forme d'amaurose transitoire, fugace, uni- ou bilatérale.
- Amaurose congénitale de Leber : anomalie congénitale rétinienne (dès les premières années de vie)[4].
- Effet secondaire possible en cas de surdosage de quinine, observé lors du traitement du paludisme notamment lorsqu'il a été transmis par le plus dangereux de ses vecteurs, un parasite femelle de Plasmodium falciparum, de la famille des anophèles.
- Accident ischémique transitoire ou d'un accident ischémique constitué.
- L'amaurose totale peut être l'évolution finale d'une névrite optique rétrobulbaire (NORB) qui peut elle-même faire partie des signes initiaux de la sclérose en plaques[5].

## Traitement
- Traitement étiologique ;
- Traitement antiagrégant plaquettaire ;
- Selon les indications, un traitement anti-coagulant ;
- Selon les indications, traitement chirurgical.